# Goodwin (Dakota du Sud)
Pour les articles homonymes, voir Goodwin.
La ville de Goodwin est située dans le comté de Deuel, dans l’État du Dakota du Sud, aux États-Unis. Lors du recensement de 2010, sa population s’élevait à 146 habitants. La municipalité s'étend sur 0,47 mille carré (1,22 km2).

## Histoire
La ville est fondée en 1878, lors de l’arrivée du chemin de fer. Elle est nommée en l’honneur de George P. Goodwin, un dirigeant du Winona & St. Peter Railroad.

## Démographie
| 1910 | 1920 | 1930 | 1940 | 1950 | 1960 |
| ---- | ---- | ---- | ---- | ---- | ---- |
| 145  | 157  | 140  | 152  | 141  | 113  |

| 1970 | 1980 | 1990 | 2000 | 2010 | - |
| ---- | ---- | ---- | ---- | ---- | - |
| 114  | 139  | 126  | 160  | 146  | - |